# Neco Williams
Neco Shay Williams (Wrexham, 13 april 2001) is een Welsh voetballer die bij voorkeur als rechts- of linksback speelt. Hij maakte in de zomer van 2022 de overstap van Liverpool naar Nottingham Forest. Hij is sinds 2020 international voor het Welsh voetbalelftal.

## Clubcarrière

### Liverpool
Williams begon op zijn zesde te voetballen bij Liverpool. Op 30 oktober 2019 debuteerde hij in de League Cup tegen Arsenal. Hij was meteen goed voor een assist op Divock Origi. Op 24 juni 2020 debuteerde de Welshman in de Premier League tegen Crystal Palace. Dat seizoen speelde hij elf wedstrijden in alle competities. Op 3 november maakte hij tegen Atalanta Bergamo zijn debuut in de Champions League. Op 1 december was hij in datzelfde toernooi tegen AFC Ajax goed voor de assist op de enige treffer van de wedstrijd van Curtis Jones. Na tweeënhalf seizoen bij Liverpool kwam hij tot 33 wedstrijden, de meeste als invaller. Daarin was hij goed voor zes assists.

### Fulham
In de winter van 2022 werd hij voor de rest van het seizoen uitgehuurd aan Fulham, dat een niveautje lager uitkwam in de Championship. Die ploeg stond op dat moment eerste in de competitie en stond voor rechtstreekse promotie terug naar de Premier League. Williams debuteerde op 8 februari tegen Millwall en zou bijna alle wedstrijden spelen richting het kampioenschap. Op 8 maart scoorde hij twee keer in een 1-5 overwinning op Swansea City. Het waren zijn eerste treffers voor Fulham én in het profvoetbal. Na het kampioenschap keerde hij terug naar Liverpool.

### Nottingham Forest
In de zomer van 2022 nam Nottingham Forest Williams voor 20 miljoen euro over van Liverpool. Hij tekende een contract voor vier seizoenen en ging spelen met rugnummer 7. Op 6 augustus maakte hij tegen Newcastle United zijn debuut voor Nottingham. Op 22 april 2023 maakte hij uitgerekend op bezoek bij zijn vorige werkgever Liverpool zijn eerste doelpunt voor de club in een 3-2 nederlaag. Hij speelde 36 wedstrijden in zijn eerste seizoen, zowel vanaf rechtsback als vanaf linksback.
Na 32 wedstrijden in zijn tweede seizoen verraste Williams met Nottingham in het seizoen 2024/25 door rond de jaarwisseling in de top vier van de Premier League te bivakkeren. 

## Clubstatistieken
| Seizoen | Club              | Competitie     | Competitie | Competitie | Beker | Beker | Overig | Overig | Totaal | Totaal |
| Seizoen | Club              | Competitie     | Wed.       | Dlp.       | Wed.  | Dlp.  | Dlp.   | Dlp.   | Wed.   | Dlp.   |
| ------- | ----------------- | -------------- | ---------- | ---------- | ----- | ----- | ------ | ------ | ------ | ------ |
| 2019/20 | Liverpool         | Premier League | 6          | 0          | 5     | 0     | –      | –      | 11     | 0      |
| 2020/21 | Liverpool         | Premier League | 6          | 0          | 4     | 0     | 4      | 0      | 14     | 0      |
| 2021/22 | Liverpool         | Premier League | 1          | 0          | 4     | 0     | 3      | 0      | 8      | 0      |
| 2021/22 | → Fulham          | Championship   | 14         | 2          | 1     | 0     | –      | –      | 15     | 2      |
| 2022/23 | Nottingham Forest | Premier League | 31         | 1          | 5     | 0     | –      | –      | 36     | 1      |
| 2023/24 | Nottingham Forest | Premier League | 26         | 0          | 6     | 0     | –      | –      | 32     | 0      |
| 2024/25 | Nottingham Forest | Premier League | 16         | 0          | 1     | 0     | –      | –      | 17     | 0      |
| Totaal  | Totaal            | Totaal         | 100        | 3          | 26    | 0     | 7      | 0      | 133    | 3      |

## Interlandcarrière
Williams speelde verschillende interlands voor het onder 19-team van Wales. Op 3 september 2020 debuteerde Williams in het Welsh voetbalelftal in een UEFA Nations Leaguewedstrijd in en tegen Finland. De wedstrijd werd met 0–1 gewonnen door een doelpunt van Kieffer Moore. Williams mocht van bondscoach Ryan Giggs in de 60ste minuut invallen voor Jonathan Williams. Drie dagen later, op 6 september 2020, maakte Neco Williams zijn eerste doelpunt voor de nationale ploeg. Hij maakte die dag de enige treffer tegen Bulgarije.
Hij maakte deel uit van de selecties van Wales voor het EK 2020 en het WK 2022.